# Dipka
Dipka é uma vila no distrito de Korba, no estado indiano de Chhattisgarh.

## Demografia
Segundo o censo de 2001, Dipka tinha uma população de 20 182 habitantes. Os indivíduos do sexo masculino constituem 53% da população e os do sexo feminino 47%. Dipka tem uma taxa de literacia de 73%, superior à média nacional de 59,5%: a literacia no sexo masculino é de 79% e no sexo feminino é de 67%. Em Dipka, 17% da população está abaixo dos 6 anos de idade.